# Джон Ґудрайк
Джон Ґудрайк (англ. John Goodricke; 17 вересня 1764 — 20 квітня 1786) — британський астроном, член Лондонського королівського товариства (1786).

## Життєпис
Народився в Гронінгені (Нідерланди), названий на честь свого діда, сера Джона Ґудрайка, більшу частину життя мешкав в Англії. У ранньому дитинстві через скарлатину втратив мову та слух. Здобув освіту в академії Томаса Брейдвуда — школі для глухих в Единбурзі, з 1778 по 1781 навчався у Воррінгтонськой академії.
Повернувшись до маєтку батьків у Йорку, Ґудрайк познайомився з Едвардом Піґоттом — сином Натаніела Піґотта, власника приватної обсерваторії. Едвард зацікавив Джона астрономією.
Роботи Ґудрайка поклали початок систематичному вивченню зоряної змінності. 1782 року відкрив періодичність змін блиску Алголя (β Персея), визначив величину періоду (2 дні 20 ч 45 хв), яка відрізняється від справжнього значення всього на 4 хвилини. 1784 року уточнив період (2 дні 20 ч 49 хв 9 сек). Висловив припущення, що причиною змін блиску є затемнення зірки великим тілом, що обертається навколо неї. Це припущення залишалося гіпотезою до 1889, коли Г. К. Фогель і Ю.Шейнер відкрили спектральну подвійність Алголя. Ґудрайк відкрив також змінність двох інших яскравих зір — β Ліри (1784) і δ Цефея (1784), які згодом стали прототипами двох класів змінних зір.
Медаль Коплі Лондонського королівського товариства (1783).
На його відзнаку названа сучасна обсерваторія в США — обсерваторія Ґудрайк—Піґотт.